# Oedelem

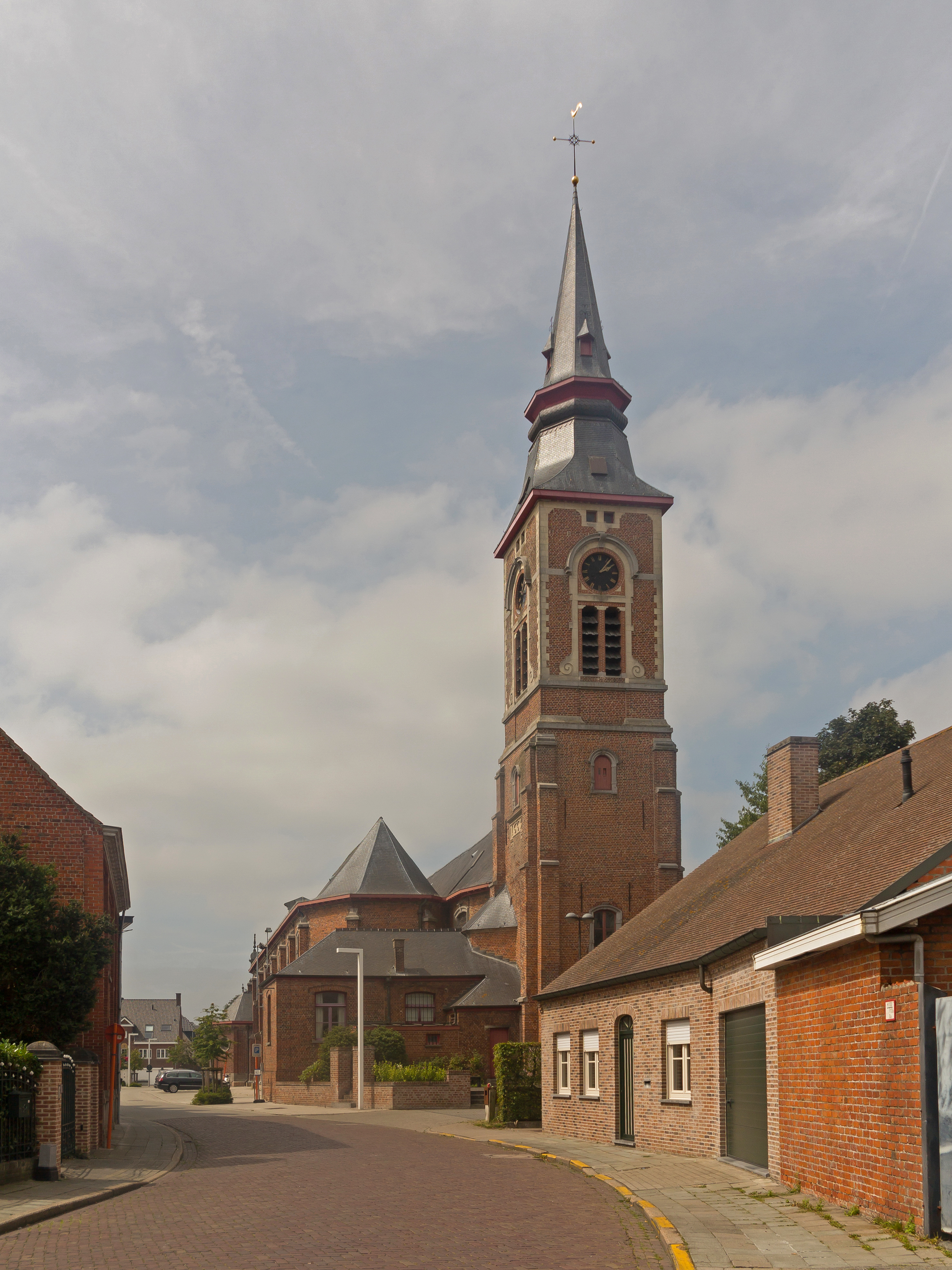
Oedelem, de Sint Lambertuskerk in straatzicht

Oedelem is een dorp in de Belgische provincie West-Vlaanderen en een deelgemeente van de gemeente Beernem. Het was een zelfstandige gemeente tot aan de gemeentelijke herindeling van 1977. In het oosten van Oedelem ligt het gehucht Oostveld.

## Geschiedenis
Oedelem is sinds 906 terug te vinden in geschreven bronnen. De schrijfwijze was toen Udelhem. De naam komt van "odila" en "haima" en betekent "woning van het erfgoed of van het domein", een naam die geen verwondering wekt gezien de heren van Praet al in de jaren 900 een heerlijkheid stichtten in Oedelem.
De Oedelemse geschiedenis gaat echter veel vroeger terug in de tijd. In een grafheuvel op Wulfsberge zijn sporen teruggevonden van prehistorische bewoning. Er zijn ook sporen van Romeinse aanwezigheid. In de kleiput van de vroegere steenbakkerij is zelfs een waterput uit de Romeinse tijd teruggevonden. In die tijd waren Oedelem, Maldegem en Aardenburg de meest noordelijke bewoonde plaatsen in de streek. Wat noordelijker lag was een groot moerassig gebied.
Bij Oedelem ondernam Filips van Artevelde op 3 mei 1382 een verrassingsaanval op de aanhangers van graaf Lodewijk II van Male die hij versloeg, in wat men de Slag op het Beverhoutsveld noemt.

## Demografische ontwikkeling
- Bronnen:NIS, Opm:1831 tot en met 1970=volkstellingen; 1976 = inwoneraantal op 31 december

## Bezienswaardigheden
- De Sint-Lambertuskerk uit 1629-1630, met toren uit 1663.
- Het voormalige gemeentehuis, dat na verbouwingswerken aan een ouder schepenhuis in 1752 zijn vorm kreeg.
- Het Kasteel Ten Torre, uit 1845. Het werd in 1895 verbouwd.
- Het Kasteel De Wapenaer.
- De Plaatsmolen.
- De Hoogstraatmolen.
- Hoeve Ter Leyden is een oude hoeve, die dateert uit de 17de eeuw. De schuur zou nog een eeuw ouder zijn. Het gebouw en de site zijn beschermd als monument en als dorpsgezicht.

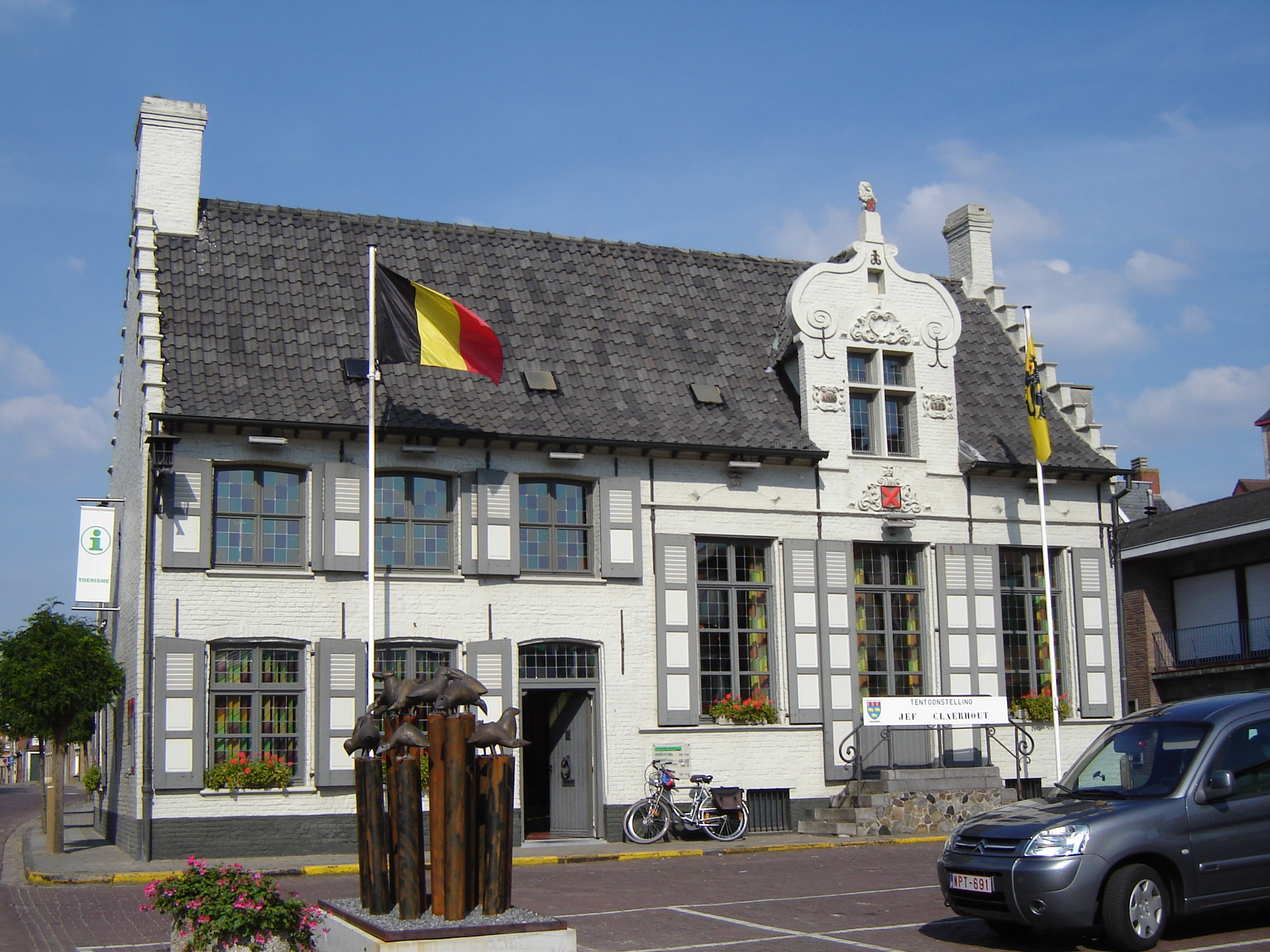
Voormalig gemeentehuis
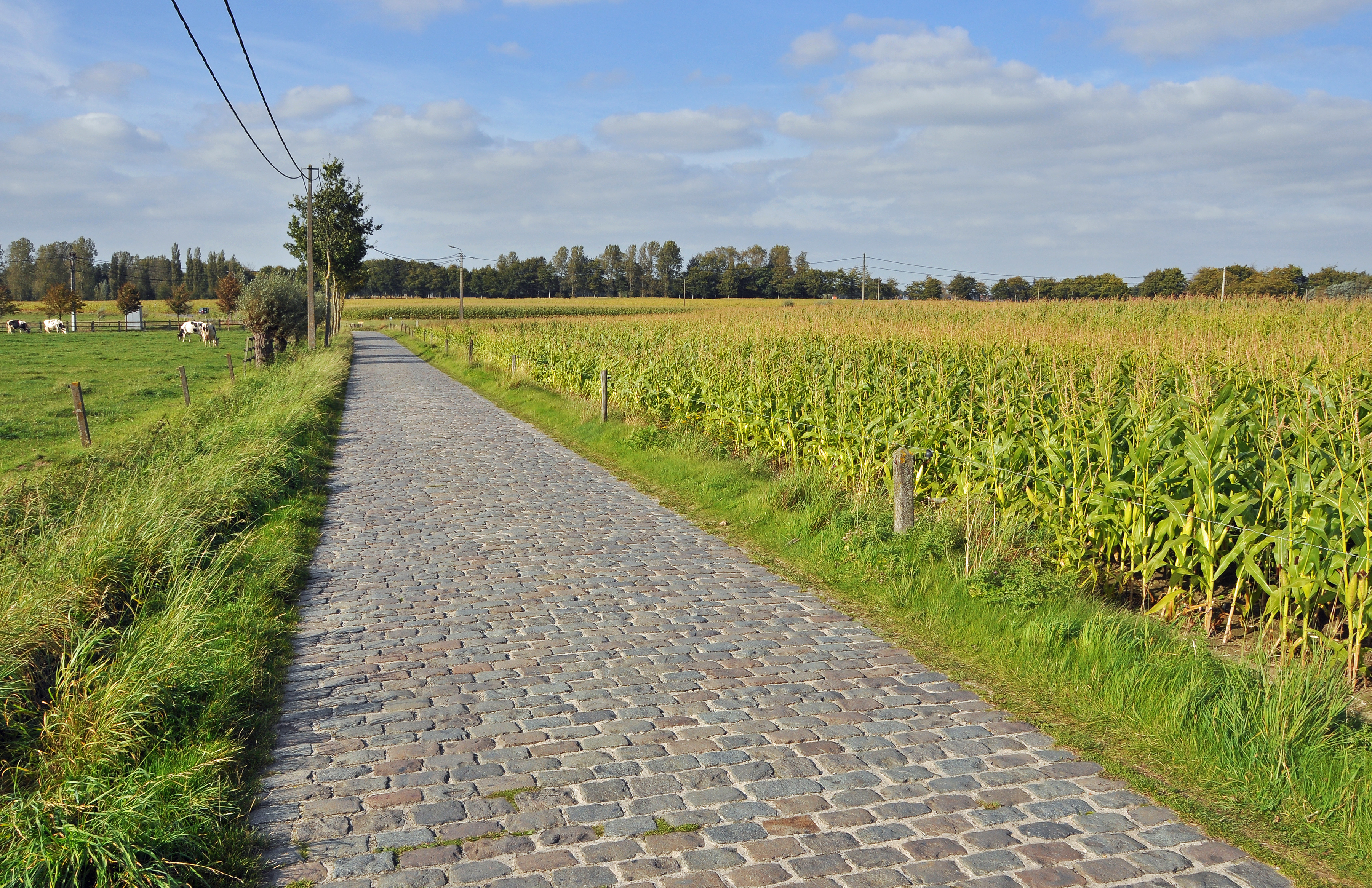
Weg naar Sint-Kruis

## Natuur en landschap
Oedelem behoort tot Zandig Vlaanderen en het landschap wordt gekenmerkt door de cuesta van Oedelem-Zomergem, welke leidt tot een golvend landschap op 10 à 23 meter hoogte. De drempel van de kerk ligt op 18 meter hoogte. De bodem bestaat uit lemig zand. Er zijn enkele bossen te vinden ten oosten van Oedelem, namelijk het Koningsbos bij Oostveld en het domein van Kasteel De Wapenaer. Ten noorden van Oedelem ligt een bescheiden hoogte, Berg genaamd, van meer dan 23 meter. Beken lopen in westelijke richting, zoals Hellepoelbeek en Bergbeek.

## Politiek
Oedelem had tot 1977 als zelfstandige gemeente een eigen gemeentebestuur en burgemeester. Burgemeesters waren:
- 1897-1907: Jean van Ruymbeke
- 1946-1971: José de Schietere de Lophem
- 1971-1976: Urbain De Cuyper

## Verenigingen
- Koninklijke Harmonie Sint-Cecilia Oedelem
- Katholieke Landelijke Jeugd afdeling Oedelem

## Bekende personen
- Julien Creytens (1897-1972) kunstschilder
- Ilse de Koe (1984), actrice
- Amaat Dumon (1895-1978), geneticus en flamingant, medeoprichter Koninklijke Vlaamse Academie van België voor Wetenschappen en Kunsten
- Norbert Edgard Fonteyne (1904-1938), schrijver
- Marcel Matthijs (1899-1964), schrijver
- Arne Vanhaecke (1987), singer-songwriter en presentator

## Nabijgelegen kernen
Knesselare, Maldegem, Sijsele, Ver-Assebroek, Moerbrugge, Beernem
Gemeente: Beernem     
Deelgemeenten: Oedelem · Sint-Joris
 Gehucht: Oostveld      Overige kernen: Vliegende Paard

Belgische gemeenten · Arrondissement Brugge · West-Vlaanderen · Vlaanderen